# Go Jovanotti Go
Go Jovanotti Go è un singolo del cantautore italiano Jovanotti, il secondo estratto dal primo album in studio Jovanotti for President e pubblicato nel 1988.

## Tracce
7"
- Lato A

1. Go Jovanotti Go – 3:55 (Jovanotti, Massimo Carpani, Claudio Cecchetto, Luca Cersosimo)

- Lato B

1. Jovanotti on Air – 7:00 (Jovanotti, Claudio Cecchetto, Luca Cersosimo, Michele Centonze, David Sabiu, Massimo Carpani, Matteo Bonsanto)

12"
- Lato A

1. Go Jovanotti Go – 5:06 (Jovanotti, Massimo Carpani, Claudio Cecchetto, Luca Cersosimo)

- Lato B

1. Party President (Martello Mix) – 7:40 (Jovanotti, Michele Centonze, David Sabiu)

## Formazione
- Jovanotti – voce, produzione
- Michele Centonze – chitarra
- Luca Cersosimo – programmazione
- Claudio Cecchetto – produzione
- Enrico "Master J" La Falce – ingegneria del suono

## Classifiche

### Classifiche settimanali
| Classifica (1988) | Posizione massima |
| ----------------- | ----------------- |
| Italia            | 5                 |

### Classifiche di fine anno
| Classifica (1988) | Posizione |
| ----------------- | --------- |
| Italia            | 59        |